# Цимиренко Дарія Дмитріївна
Дарія Цимиренко — українська хокеїстка. Переможниця чемпіонату світу серед жінок в Дивізіоні III А.

## Життєпис
У сезоні 2018—19 років Дарія Цимиренко стала чемпіонкою України. В фінальній серії до чотирьох перемог її «Україночка» перемогла харківських «Пантер».
У травні 2018 року Федерація хокею України ухвалила рішення про відновлення жіночої збірної України з хокею. 15-річна Цимиренко потрапила до заявки команди яка поїхала на кваліфікаційний турнір чемпіонату світу, що проходив у січні 2019 року у Кейптауні. Збірна України здобула там перемогу у всіх чотирьох своїх матчах та завоювала путівку до другого дивізіону. В активі Дарії Цимиренко було чотири очки по системі гол+пас, вона спромоглася віддати дві результативні передачі партнеркам по команді та двічі закинула шайбу у ворота суперниць самостійно.
У 2020 році Цимиренко вдруге стала чемпіонкою України, цього разу вже у складі рідної команди «Королеви Дніпра», після чого розпочала кар'єру за межами країни. Спочатку у першому дивізіоні чемпіонату Швеції, а потім у вищому дивізіоні чемпіонату Швейцарії. 
Виступ збірної України у другому дивізіоні чемпіонату світу 2020 року був провальним, адже українська команда зазнала п'ятьох поразок (дві з яких в овертаймі) в п'ятьох матчах та вибули до третього дивізіону. Цимиренко на турнірі відзначилась лише однією закинутою шайбою в ворота австралійської збірної.
У 2023 році збірна України не змогла знову здобути підвищення у класі, зайнявши в групі лише друге місце, але Цимиренко продемонструвала результативну гру, набравши на турнирі 9 очок (4+5).
У 2024 році Дарія Цимиренко виграла золоту медаль в третьому дивізіоні чемпіонату світу. Українська збірна переграла всіх своїх суперниць по групі, посіла перше місце та здобула підвищення у класі. В активі Цимиренко було 13 очок (6+7).
У другому дивізіоні чемпіонату світу 2025 року Цимиренко по системі гол+пас набрала 14 очок (3+11) та в рейтингу найкращих асистенток турніру посіла перше місце.